# جدول زمني لأبحاث التيروصوريات

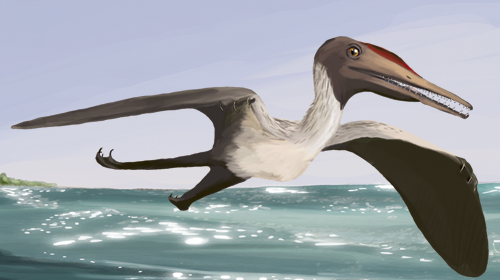
استعادة حياة بتيروداكتيلوس وهو أول تيروصور دُرس علميا.

هذا جدول زمني لأبحاث التيروصوريات ويُمثل قائمة مرتبة حسب التصنيف والترتيب ترتيبًا زمنيًا للاكتشافات الحفرية الهامة، والجدالات التي جرت حول تفسيرها، والمراجعات التصنيفية للزواحف المجنحة، والزواحف الطائرة الشهيرة في عصر الديناصورات. على الرغم من انقراض الزواحف المجنحة منذ ملايين السنين قبل تطور البشر، فقد تعايش البشر مع أحافير الزواحف المجنحة لآلاف السنين. قبل تطوير علم الحفريات وان يصبح علم رسمي مثبت علمياً، كانت هذه البقايا قد تم تفسيرها من خلال مفهوم العدة الأسطورية الذي يمثل شكلها الخارجي. قد تتأثر الأساطير حول الطيور الرعدية التي رواها الأمريكيين الأصليين في الولايات المتحدة الغربية الحديثة من خلال ملاحظات من الحفريات بتيرانودون. قيل إن الطيور الرعدية تصارعت مع وحوش المياه، والتي تتطابق بشكل جيد لحد ما مع ظهور بتيرانودو والزواحف البحرية القديمة للممر البحري الذي طارت فوقه.
بدأت الدراسة الرسمية للزواحف المجنحة في أواخر القرن الثامن عشر عندما نشر عالم الطبيعة كوزمو اليساندرو كوليني من مدينة مانهايم بألمانيا وصفًا لحيوان غير طبيعي ذات أذرع طويلة، ولكل من تلك الأذرع إصبع ممدود. عرف في ما بعد أن هذا الإصبع الطويل الممدود يمكن أن يدعم غشاء مثل جناح الخفاش، ولكن نظرًا لوجود كائن مجهول في رواسب تحافظ على الحياة البحرية، فقد استنتج أن هذه الايادي الغريبة كانت تستخدم كزعانف. أعيد دراسة المخلوق مرة أخرى في أوائل القرن التاسع عشر من قبل عالم التشريح الفرنسي جورج كوفير، الذي أدرك أن كلا المخلوقين كانا زواحف وأن زعانفهم كانت أجنحة. أطلق على المخلوق اسم تيرو دكتايل، وهو اسم تم إعادة تنقيحه منذ ذلك الحين إلى تيرودكتاليوس (Pterodactylus).
بالرغم من أن تفسير كوفير أصبح فيما بعد متفق عليه جماعياً، إلا أنه كان أحد التفسيرات العديدة المبكرة للمخلوق واقرانه، بما في ذلك أنهم كانوا خفافيش أو طيور غريبة أو عمل بدائي لشيطان نفسه. مؤخرا تم اكتشاف حيوانات مماثلة مثل رامفورهينشوس (Rhamphorhynchus) وطويل الذيل المسمى نيذسورس (Gnathosaurus) في جميع أنحاء أوروبا، وأصبح واضحا أن الأرض كانت ذات يوم موطنًا لفئة متنوعة من الزواحف الطائرة. أطلق عالم التشريح البريطاني السير ريتشارد أوين لقب على هذا الشيء بالبيتروصوريا (Pterosauria). بعد فترة من الزمن، وصف أول زاحف مجنح لبريطانيا، ديمورفودون (Dimorphodon). تم اكتشاف الزواحف المجنحة في وقت لاحق من القرن التاسع عشر في أمريكا الشمالية أيضًا، وكان أولها حيوانًا باهرا يدعى بتيرانودون من قبل عالم الحفريات عثنيل تشارلز مارش.
أثارت جوانب عديدة ومختلفة من بيولوجيا التيروصور إلى الجدل منذ البداية. أشعل صموئيل توماس فون سومرنك جدالا استمر عدة قرون حول كيفية سير الزواحف المجنحة على الأرض من خلال الإشارة إلى أنها زحفت على أربع كالخفافيش. بالمقابل، جادل أوغست كوينستيد على أنها مشت على أطرافها الخلفية. استنتج هانكن وواطسون في أوائل القرن العشرين في أول دراسة رئيسية عن الميكانيكا الحيوية لرحلة التيروصور على الأرض إلى أن هذه الزواحف كانت جميعها عاجزة تمامًا ولم تستطع الا ان تجري بسرعة على بطنها كالبطاريق. في عام 1957, كثر الجدال وطرح بقوة عندما أفاد ويليام ستوكس عن اثار غير عادية تركها حيوان من أربع أقدام كان يشتبه في أنه التيروصور يمشي على الأرض. في عام 1984, رفض كيفين باديان الذي جادل مؤخرًا حول مشي الزواحف المجنحة على أرجلها الخلفية اثار ستوكس باعتبارها اثار تمساح. ومع ذلك، في منتصف التسعينيات، أعلن جان ميشيل مازن وآخرون أن آثار أقدام الحفريات في كريساك بفرنسا كانت مماثلة لتلك التي أوردها ستوكس من الولايات المتحدة. كانت اثأر مازن أكثر وضوحًا في التيروصوريين (pterosaurian) في الأصل واستقر النقاش بتأييد الزواحف المجنحة التي تمشي على اربع.
يستمر علم الحفريات الذي يبحث حول حيوان التيروصور بتقدم علي في القرن الحادي والعشرين. في الواقع، وفقًا لديفيد هون، فقد شهد أوائل القرن الحادي والعشرين تقدمًا أكبر في علم حفريات التيروصور أكثر من «القرنين السابقين» معا. وقارن هذه الفترة التحويلية في علم حفريات التيروصور بنهضة الديناصورات في سبعينيات القرن الماضي. ولاحظ أنه تم اكتشاف ما يقرب من ثلث الزواحف المجنحة المعروفة خلال هذه الفترة القصيرة.  واحدة من أبرزها كانتدارونبترس (Darwinopterus)، الذي يماثل جسده الأكثر بدائية طويل الذيل (rhamphorynchoids)، في حين أن جماجمها تشبه قصيرة الذيل المتطورة (pterodactyloids). تثبت هذه الصفتان الأصناف كشكل انتقالي مهم، وتوثق واحدة من أهم مراحل تطور الزواحف المجنحة. الأنواع الجديدة المهمة الأخرى هي فاكسينلبتيروس والتي قد تكون أقدم الزواحف المجنحة في العالم. تم الإعلان عن أول بيض مؤكدة للتيروصور من الصين خلال أوائل القرن الحادي والعشرين.

## ما قبل العلم الحديث
- كان يؤمن شعب الشايان في ولاية نبراسكا بالطيور الرعدية الأسطورية ووحوش المياه التي كانت في صراع لا ينتهي مع بعضها البعض. حيث كان يتبادر في ما بينهم إن الطيور الرعدية تشبه النسور العملاقة وقتلت كل من الناس والحيوانات بسهام مصنوعة من البرق. اكتشف الناس من ان لآخر سهام صخرية يعتقد أنها تأتي من سهام طائر الرعد. وفقًا لفنان الفولكلور أدريان مايور، إن رؤوس الأسهم المفترضة هذه كانت من المحتمل أن تكون سهم أحفوري، والتي تمت مقارنتها بالصواريخ من قبل الثقافات الأمريكية الأصلية الأخرى، مثل شعب زوني.[13]

قد تكون حفريات طباشير نيوبرارا ((Niobrara مؤثرة في هذه القصص. يتم الاحتفاظ بالتيروصور بتيراندون والزواحف البحرية مثلموسسورس (mosasaurs) في رواسب نيوبرارا الطباشيرية وربما فسرت البقايا المرتبطة بها كدليل على العداوة بين الحيوانات الطائرة العملاقة والزواحف المائية الأفعوانية. توجد أيضا حفريات لطائر الغطس المسنن المسمى هسبرونيس (Hesperornis) في طباشير نيوبرارا، ويحفظ أحيانًا داخل عينات من الزواحف البحرية الكبيرة المفترسة. قد ينظر إلى ملاحظات من أحافير مماثلة في الماضي كدليل إضافي على نزاع وحش طائر الرعد.
- وكان يؤمن شعب سيوكس في ولاية جنوب داكوتا أنه في المخلوقات الأولى في الخلق كانت الحشرات والزواحف، التي كان يحكمها الوحوش المائية التي تسمى انكشيهي (Unktehi). كانت الزواحف متنوعة للغاية في جميع الأشكال والأحجام، لكنها أصبحت عنيفة ومتوحشة حتى تحجرت بسبب الصواعق التي ترسلها طيور الرعد. كما أن الجثث الجسدية للكائنات الرعدية التي قتلها البرق، بما في ذلك انكشيهي، قد تم دفنها. ويؤمن كذلك شعب سيوكس أن الأرض لها تاريخ من أربعة عصور. وقعت هذه الأحداث خلال العصر الحجري. قد تتأثر صورة طيور الرعد بجمعيات من احافير بتراندون مع الزواحف البحرية من نفس الدهر في غرب الولايات المتحدة.[15]

## القرن الثامن عشر
ثمانينات القرن التاسع عشر
1784

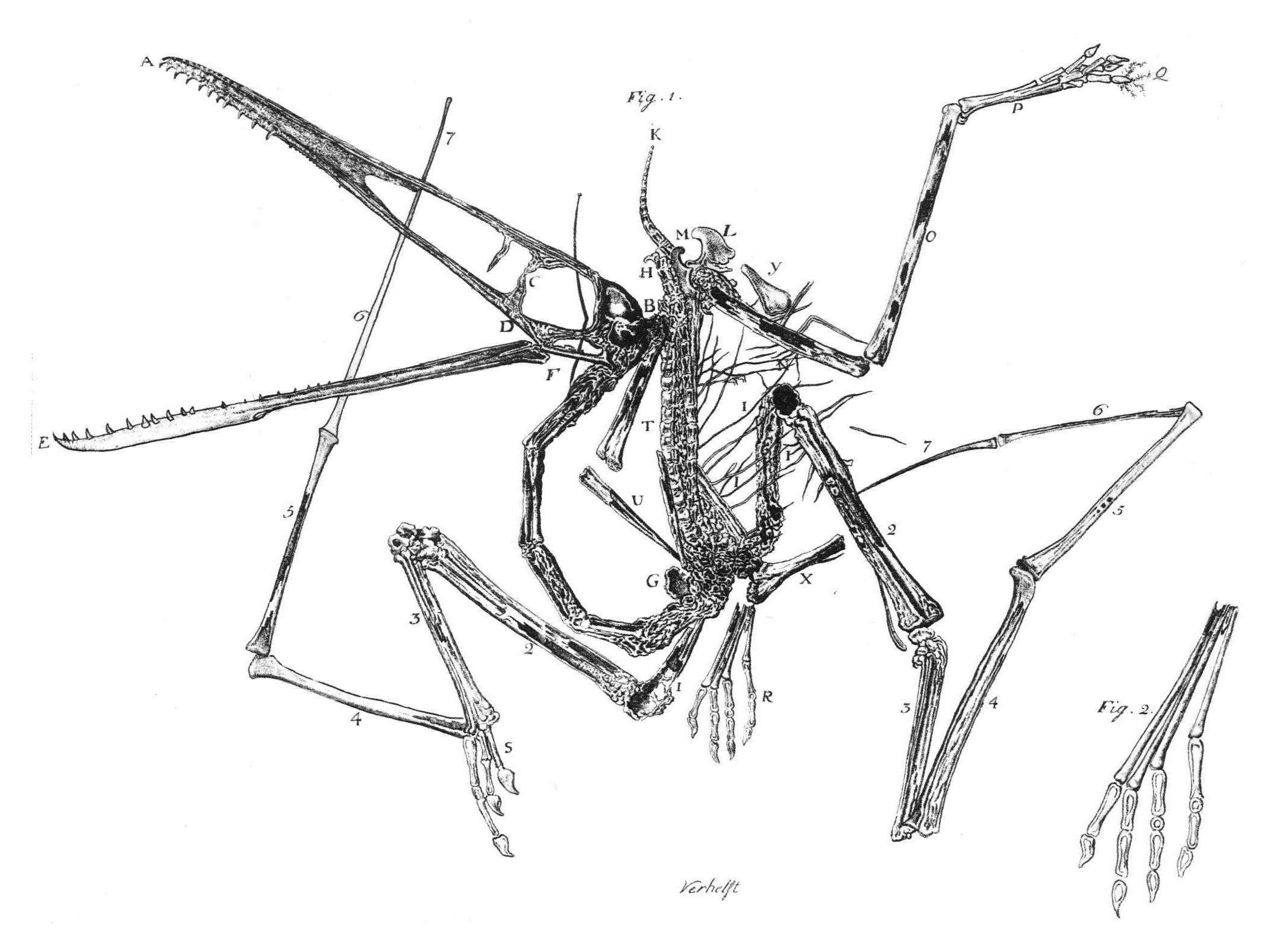
أحد عينات بتيروداكتيلوس.

- أبلغ حارس مجموعات التاريخ الطبيعي في منهايم كوزيمو اليساندرو كوليني الأدب العلمي، عن هيكل عظمي لحيوان غير طبيعي، لديه أذرع غريبة يمكن أن تدعم غشاء مثل جناح الخفافيش، ومع ذلك حفظت في صخور تتميز بحفريات الحياة البحرية. بناءً على هذه الارتباطات، استنتج مبدئيًا أن الحيوان كان مائيًا.[2]

## القرن التاسع عشر
العقد الأول من القرن التاسع عشر
1801
- قام عالم التشريح الفرنسي جورج كوفير باستكشاف احافير كوليني الغريبة، بناءً على توضيحه  المنشور. أعاد تفسير مقدمته كأجنحة واعتبرها زاحف طائر.

1802
- نقلت الحفرية الغريبة التي وصفها كوليني من مانهايم إلى ميونيخ.[16]

1807
- فسر عالم التشريح الألماني يوهان فريدريش بلومنباك حيوان كوليني  على أنه طائر، تحديدا كنوع من الطيور المائية.

1809
- سمى كوفير الزاحف الطائر التي أبلغ عنها كوليني بتيروداكتيل.

العقد الثاني من القرن التاسع عشر
1812
- على النقيض من كوفير وبلومنباك (Blumenbach)، فسر صموئيل توماس فون سومرنك حفرية كوليني على أنها حيوان ثديي.[17] على وجه التحديد، فسرها على أنها خفاش غير اعتيادي، حيث ربط الثدييات مع الطيور شكليا. سمى هذا الكائن الغريب اورنثسبلس (Ornithocephalus). ربما فسر سومرنك هذه السلسلة من الأشكال بالمعنى التطوري، متبعا الأفكار التطورية المبكرة لجان باتيست دي لامارك. كان تحليل سوميرمينك للعينة مليء بأخطاء تشريحية، مثل سوء تحديد العظام. اتفق سومرنك مع كوفير على أن المخلوق كان عبارة عن أكل حشرات، جادل سومرنك أيضا بأن الزواحف المجنحة كانت تسير على أربع إطراف مثل الخفافيش حين تكون على الأرض. تعتبر دعوته لهذا التفسير لمشية التيروصور على الأرض بداية نقاش دام عدة قرون حول هذا الموضوع.

1817
- ذكر سومرنك اكتشاف عينة التيروصور الثانية. كانت العينة الثانية أصغر من الأولى، مع جناحين 25سم، وتمتلك أنف أقصر. ادت هذه الصفات إلى التضليل والتورط في ثقة أكبر في تفسيره الزواحف المجنحة كخفافيش. فقد ذكّرته هذه العينة بالخفافيش الملونة.

العشرينيات من القرن التاسع عشر
1824
- كرر كوفييه استنتاجاته السابقة التي مفادها أن التيروصور قد حلق بأجنحة غشائية. كما قدم تكهنات جديدة حول علم الأحياء القديم، كاستخدام المخالب التي على أجنحتها لتسلق الأشجار والزحف إلى أربعة أضعاف عندما لا يكون في رحلة جوية بدلاً من المشي على أطرافه الخلفية.

1825
- اكتشف عالم الحفريات جورج غراف مونستر جمجمة غير عادية. أرسل الحفرية إلى سومرنك، الذي اعتقد أنها تنتمي إلى طائر بحري قديم. كما أرسل شكلا من الجمجمة إلى اوكست جورج كولدفس، الذي تعرف عليه باعتباره التيروصور أو التيروصور. وصف جولدفس "" Goldfuss الأنواع الجديدة (Pterodactylusmuensteri) بناءً على العينة.

1827
- اكتشف جدعون مانتيل بعض العظام الأحفورية في أسرة ويلدن باسكس في إنجلترا، والتي اعتقد أنها بقايا الطيور القديمة. أدرك مانتيل أن عظامه «الطيور» كانت في الواقع أحافير التيروصور وأبلغت النتائج التي توصل إليها إلى الأدبيات العلمية. كانت هذه أول احافير التيروصور أو المجنح الزاحف الطباشيري وصفها على الإطلاق.[18]

1829
- وصف ويليام باكلاند الأنواع الجديدة (Pterodactylusmacronyx) من بلو لييس (Blue Liass) لساحل دورسيت في إنجلترا. كانت هذه أول التيروصورات الموثقة علميا التي يتم اكتشافها خارج الحجر الجيري الحجري.[19]

الثلاثينات من القرن التاسع عشر
1830
- وصف كارل فون ثيودوري الأنواع الجديدة التيروصور بنثانسسمن فرانكفونيا.
- جادل جورج واغلر على أن التيروصورات تمثل فئة متميزة من الفقاريات المائية التي سماها غريفي. مثل كوليني، اعتقد فاجلر أن التيروصورات سبحت تحت الماء باستخدام أقدامها الأمامية كزعانف.[20]

1831
- يصور أغسطس جولد فوس التيروصورات كزواحف طيران تستخدم مخالب الجناح لتسلق المنحدرات. افترض أنه على الأرض، كان عليهم السفر في كل مكان. اقترح أيضًا أنه ربما تم تغطيتها بالشعر.[21]

1832
- وصف فون ماير جنس (Rhamphocephalus) الجديد.[22]

1833
- وصف فون ماير جنسًا جديدًا وأنواع غنوثوسورس (Gnathosaurussubulatus).[23]

1836

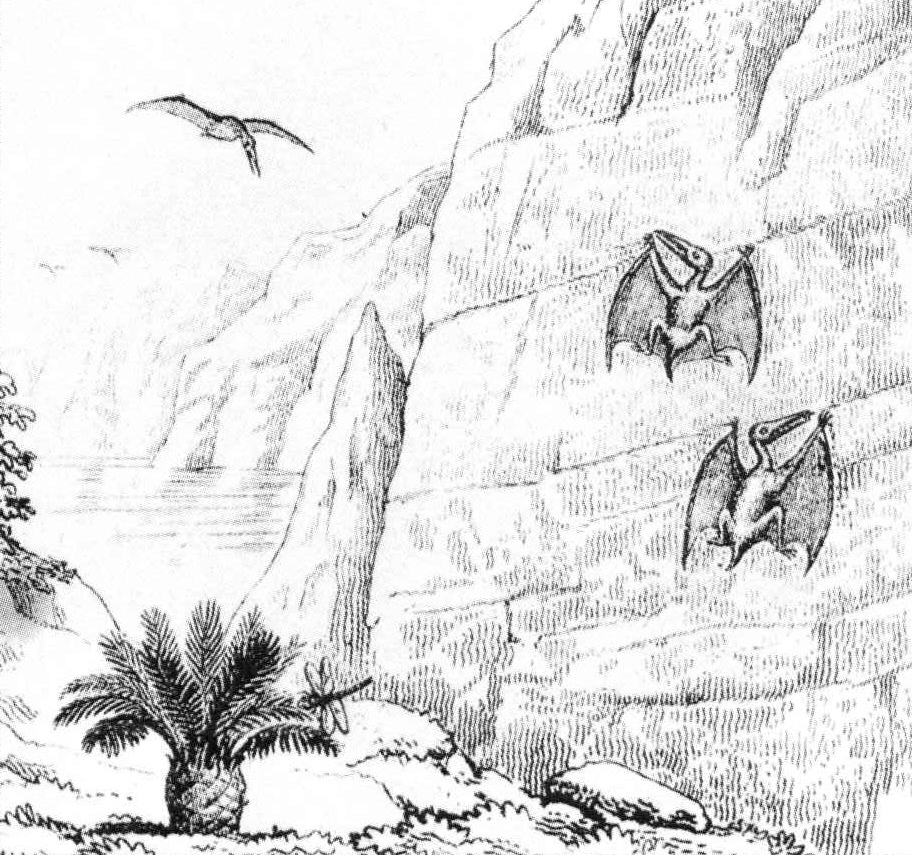
استخدم بتيروداكتيلوس مخالبه لتسلق الجرُف، كما أوضح أوغست غولفاس وويليام بكلاند.

- صور ويليام باكلاند التيروصورات كزواحف مجنحة تسلق الجرف بطريقة تتأثر بشدة بالأيِّل.[24]

1839
- تلقى غراف هيكلًا عظميًا كاملًا من وحش تيروداكتيلوس الذي كشف عن وجود ذيل عظمي طويل في هذا النوع.[24]

الاربعينيات من القرن التاسع عشر
1840
- نشر توماس هوكينز كتاب أعظم تنانين البحر، حيث اقترح أن الزواحف العظيمة في الدهر الوسيط تم إنشاؤها بواسطة الشيطان. وصف التيروصورات بأنها «مخزون من الشر»، ووصفهم بأنهم زبالون يشبهون الخفافيش ويمشطون شاطئ البحر القديم.[25]

1842
- أطلق السير ريتشارد أوين رسمياً على ترتيب التيروصوريا.

1843
- فسر إدوارد نيومان التيروصورات على أنها ثدييات بطريقة مشابهة لسميرمينغ. ومع ذلك، اعتبر نيومان على وجه التحديد التيروصورات أن جرابيات الطيران آكلة اللحوم.

1847
- أقام فون ماير جنس رامفورهينشوس.[26]

الخمسينات من القرن التاسع عشر
1851
- تم عرض اثنين من التيروصورات منحوتة من قبل بنيامين ووترهاوسهوكينز في قصر كريستال في إنجلترا. كانت هذه أول ترميمات ثلاثية الأبعاد لحجم الحياة من التيروصورات.[24]

1855
- وصف فون ماير الجنس والأنواع الجديدة.

1855
- وصف أوغست كوينستيد الأنواع تيروكتايلوسف (Pterodactylussuevicus) من الحجر الجيري. في هذا المنشور، جادل بأن التيروصورات كانت تسير بالقدمين على الأرض.

1856
- أبلغ ألبرت أوبل عن اكتشاف فك أسفل التيروصور من صخور بوسيدونيا في هولزماديين. كانت هذه أول عينة من التيروصورات يتم الإبلاغ عنها من هذه الرواسب، والتي ستستمر في إنتاج العديد من أحافير التيروصورات بجودة استثنائية.[27]

1859
- أقام السير ريتشارد أوين جنسًا جديدًا ديمورافودون لأنواع الزاحف المجنح.
- وصف بوكمان مجموعة من البيض الأحفوري على شكل بيضاوي بطول 4.5 سم من صخور الجوارس البحرية الوسطى في المملكة المتحدة. قام بتشكيل الأوجينوس والجديد اولثيس ثونسيي (Oolithesbathonicae) بالنسبة لهم، وهي المرة الأولى التي أعطيت فيها بيض أحفوري اسمها التصنيفي الفريد.[24]

الخمسينيات والستينيات من القرن التاسع عشر
1859 - 1860
- وصف ماير عن 40 عينة من الزاحف المجنح. قدم تقريرا لأكثر من 20 نوعًا من بين العينات. لم يتم التعرف على معظم هذه الأنواع على أنها متميزة حتى اليوم وتمثل عمومًا التطبيق الخاطئ لأسماء جديدة لأعضاء من الأنواع المعروفة في مختلف الأعمار. نوع واحد لم يكن حتى التيروصور. سيتم في وقت لاحق التعرف على نموذج نوع الكراسيس (Pterodactylus) كعينة هارلممن الأركيوبتركس (Archaeopteryx). كما أبلغ عن وجود التيروصورات في الحجر الجيري المطبوع في سيرين في فرنسا.[19]